# Strandskogen, Restenäs och Ulvesund
Strandskogen, Restenäs och Ulvesund – miejscowość (tätort) w Szwecji, w regionie administracyjnym (län) Västra Götaland, w gminie Uddevalla.
Według danych Szwedzkiego Urzędu Statystycznego liczba ludności wyniosła: 451 (31 grudnia 2015), 463 (31 grudnia 2018) i 460 (31 grudnia 2019).